# Brettanomyces
Brettanomyces (лат.) — род грибов из семейства Pichiaceae. Клеточная морфология этих дрожжей варьирует от овальной до продолговатой. Дрожжи являются ацидогенными и при росте в среде с высоким содержанием глюкозы образуют большое количество уксусной кислоты. Brettanomyces являются важными в пивоварении и виноделии благодаря синтезируемым ими ароматическим соединениям.
В природе Brettanomyces встречаются на кожуре фруктов. Вид Brettanomyces claussenii был впервые классифицирован в пивоваренной компании Carlsberg в 1904 году N. Hjelte Claussen, который изучал причины порчи английского эля. Название Brettanomyces происходит от греческого британский грибок.

## В виноделии
При росте Brettanomyces дрожжи выделяют несколько компонентов, которые изменяют букет вина. При низкой концентрации присутствие этих компонентов оказывает положительный эффект на вино, усложняя букет и придавая зрелый характер молодому вину. Многие вина, такие как Château Musar обладают своим специфическим характером именно благодаря Brettanomyces. Однако, при высоких концентрациях, превышающих сенсорный порог, компоненты ощущаются как негативные. Сенсорный порог, однако, является индивидуальным и ощущения могут отличаться от человека к человеку. В целом, трудно гарантировать желаемый уровень, поэтому Brettanomyces потенциально рассматриваются как дрожжи, ведущие к порче вина.
Вина, заражённые Brettanomyces, обладают животными и деревенскими тонами («скотный двор», «коровники», «бекон», «земля», «лошадиное седло», «грибы» и так далее) и металлическим привкусом. Следует отметить, что часто поражение Brettanomyces путают с «болезьню пробки», вызываемым другим компонентом, портящим вкус вина — 2,4,6-трихлоранизолом.

### Ароматические компоненты
Компоненты, вырабатываемые этими дрожжами, и вызываемые ими ассоциации:
- 4-Этилфенол: ощущение «скотного двора», «лекарственный» привкус, запах «пластыря».
- 4-Этилгваякол: запах «бекона», «гвоздики» или «дымка́».
- Изовалериановая кислота: запах «пота», «сыра», «прогорклости».

Различные сочетания компонентов могут вызывать совершенно разные ощущения.

### Происхождение в вине
Чаще всего Brettanomyces поражает красное вино, созревающее в деревянным бочках, но встречается также в белых винах Шардоне и Совиньон-блан. Считается, что эти дрожжи также могут быть внесены фруктовыми мушками либо через уже заражённые винные бочки. Способность этих дрожжей метаболизировать дисахарид целлобиозу и, как правило, неровная поверхность бочки обеспечивают хорошие условия для их роста.

## В пивоварении
В большинстве видов пива Brettanomyces, как правило, рассматривается как загрязнение, а характеристики, придаваемые пиву этими дрожжами, — как нежелательные. Однако, в некоторых типах пива, таких как традиционные бельгийские эли, они рассматриваются как привлекательные. Ламбик, Гёз, а также фламандский коричневый эль и фламандский красный эль обязаны своими уникальными ароматами именно этим дрожжам. То же относится к бельгийскому пиву домашнего приготовления.
Некоторые американские производители пива намеренно используют Brettanomyces в своих пивоварнях. Дрожжи либо непосредственно добавляются в ферментёры, либо пиво зреет в бочках, предварительно инокулированных ими.